# Min Aung Hlaing
Min Aung Hlaing (n. 3 iulie 1956, Minbu⁠(d), Minbu District⁠(d), Myanmar) este un politician birmanez și general de armată care conduce Myanmar în calitate de președinte al Consiliului administrației de stat de la preluarea puterii în lovitura de stat din februarie 2021. A preluat rolul nominal civil de prim-ministru din Myanmar în august 2021. De asemenea, a fost comandantul-șef al armatei din martie 2011. Anterior, a fost șef de stat major în Ministerului Apărării din 2010 până în 2011 și membru al Consiliului Național de Apărare și Securitate (NDSC) prezidat de președintele Myanmar.
Născut în Tavoy, Birmania, Min Aung Hlaing a studiat dreptul la Universitatea de Arte și Științe din Rangoon, înainte de a intra în armată. A devenit un general de cinci stele până în 2013. În perioada de guvernare civilă din 2011 până în 2021, Min Aung Hlaing a lucrat pentru a asigura rolul continuu al armatei în politică și a împiedicat procesul de pace cu grupurile etnice armate. Min Aung Hlaing a fost implicat în represiunea militarilor asupra populației Rohingya, care a dus la criza Rohingya.
Revendicând nereguli de vot și fraude electorale la alegerile generale din Myanmar din 2020, Min Aung Hlaing a preluat puterea prin lovitura de stat din 2021. După ce a reținut mai mulți parlamentari, pe președintele U Win Myint și pe consilierul de stat Aung San Su Kyi, a înființat Consiliul interimar de administrație de stat (SAC). Odată cu izbucnirea protestelor din Myanmar din 2021, Min Aung Hlaing a ordonat suprimarea demonstrațiilor.<ref>„Two people in critical condition after police shoot peaceful protesters with live bullets in Naypyitaw – doctor”. Myanmar NOW (în engleză). Accesat în 9 februarie 2021.</ref O dată cu apariția acuzațiilor de abuzuri ale drepturilor omului și de corupție, Min Aung Hlaing a fost supus unei serii de sancțiuni internaționale.

== Note ==
<references />
1. 1 2  Munzinger Personen
2. ↑   https://economictimes.indiatimes.com/news/defence/commander-in-chief-of-myanmar-defence-forces-visits-eastern-naval-command/articleshow/59565317.cms?from=mdr, accesat în 11 septembrie 2022 Lipsește sau este vid: |title= (ajutor)
3. ↑  „Myanmar army ruler takes prime minister role, again pledges elections”. Reuters. 1 august 2021. Accesat în 10 august 2021.
4. ↑  „Myanmar coup: Aung San Suu Kyi detained as military seizes control”. BBC News. 1 februarie 2021.
5. ↑  „Constitution of the Republic of the Union of Myanmar (2008)” (PDF). Burma Library. Arhivat din original (PDF) la 16 august 2019. Accesat în 3 iulie 2019.
6. ↑  „Myanmar coup: Who is army Chief Min Aung Hlaing?”. Tokyo Broadcasting System Television. 1 februarie 2021. Accesat în 27 martie 2021.
7. ↑  „အရေးပေါ်ကာလ ဆောင်ရွက်ပြီးစီးပါက ရွေးကောက်ပွဲ ပြန်လည်ကျင်းပ၍ အနိုင်ရပါတီအား နိုင်ငံတော်တာဝန်ကို လွှဲအပ်ပေးနိုင်ရေး ဆောင်ရွက်မည်ဖြစ်ကြောင်း တပ်မတော်ထုတ်ပြန်”. 7 Day Daily (în birmană). 1 februarie 2021.
8. ↑  „Myanmar military seizes power, detains elected leader Aung San Suu Kyi”. Reuters. Arhivat din original la 1 februarie 2021. Accesat în 1 februarie 2021.